# Stefan Barnhusen
Stefan Barnhusen (* 1. März 1988 in Warstein) ist ein deutscher Koch.

## Werdegang
Nach seiner Ausbildung wechselte er 2008 zum Landhaus Scherrer bei Heinz Otto Wehmann in Hamburg (ein Michelinstern) und 2009 zu Christian Jürgens im Restaurant Überfahrt in Rottach-Egern (drei Michelinsterne). 2011 ging er zum Restaurant Bareiss in Baiersbronn bei Claus-Peter Lumpp (drei Michelinsterne). 2015 wurde er Küchenmeister. 2015 wechselte er zum Gästehaus Klaus Erfort bei Klaus Erfort in Saarbrücken (drei Michelinsterne). 2017 wurde er Souschef im Restaurant Luce d'Oro bei Christoph Rainer im Schloss Elmau (ein Michelinstern).
2018 wurde Barnhusen Küchenchef im Restaurant Jellyfish in Hamburg, das 2019 mit einem Michelinstern ausgezeichnet wurde. Ab September 2020 war Barnhusen Küchenchef im Mountain Hub Gourmet im Hilton Munich Airport, das 2022 ebenfalls mit einem Michelinstern ausgezeichnet wurde. Ende 2022 verließ er das Mountain Hub Gourmet.
Im September 2023 wurde er Küchenchef im Restaurant Residenz Heinz Winkler in Aschau im Chiemgau, gemeinsam mit Daniel Pape, den er seit 2009 von Restaurant Überfahrt kennt. Im März 2024 wurde das Restaurant mit einem Michelinstern ausgezeichnet. Im Mai 2025 wurde bekannt, dass er das Restaurant verlässt.

## Auszeichnungen
- 2019: Ein Michelinstern für das Restaurant Jellyfish in Hamburg[3]
- 2022: Michelinstern für das Restaurant Mountain Hub Gourmet am Flughafen München[5]
- 2024: Ein Michelinstern für das Restaurant Residenz Heinz Winkler, in Aschau im Chiemgau[3]